# Clunio tsushimensis
Clunio tsushimensis är en tvåvingeart som beskrevs av Tokunaga 1933. Clunio tsushimensis ingår i släktet Clunio och familjen fjädermyggor. Inga underarter finns listade i Catalogue of Life.